# Andreas Heller (Politiker)
Andreas Heller (* 16. November 1957) ist ein Lehrer und Kommunalpolitiker (CDU). Er war von 2006 bis 2024 Landrat des Saale-Holzland-Kreises.

## Leben
Heller legte 1975 in Jena das Abitur ab. Er studierte anschließend bis 1979 an der Friedrich-Schiller-Universität Jena mit dem Abschluss als Diplomlehrer für Mathematik und Physik.
Von 1979 bis 2006 arbeitete er als Lehrer an verschiedenen Schulen, von 1991 bis 2006 als Schulleiter am Friedrich-Schiller-Gymnasium Eisenberg.
Seit 1979 ist er Mitglied der CDU. Von 1997 bis 2006 war er ehrenamtlicher Bürgermeister der Gemeinde Serba.
Ab 2006 war Andreas Heller Landrat des Saale-Holzland-Kreises: Er setzte sich bei der Stichwahl am 21. Mai 2006 mit 52,6 % gegen Knuth Schurtzmann (Die Linke) mit 47,4 % der Stimmen durch und wurde zum neuen Landrat gewählt. Bei den Wahlen am 22. April 2012 konnte Heller bereits im ersten Wahlgang mit 56,3 % die absolute Mehrheit der gültigen Stimmen auf sich vereinigen und wurde damit für weitere sechs Jahre im Amt bestätigt. 2018 verteidigte er erneut im ersten Wahlgang sein Amt mit 53,2 % und holte mehr als doppelt so viele Stimmen wie der zweitplatzierte Mitbewerber.